# 河塚篤史
河塚 篤史（かわつか あつし、1976年10月5日 - ）は、日本の男性ドラマー。北海道小樽市生まれ。身長165cm、体重52kg、血液型はO型。

## 経歴
大阪府で育つ。ヴィジュアル系バンド「PLÈ,SÚRE（プレジャー）」のドラマーとして活動後、数バンドのサポートドラマーを務める。陰陽座の結成以後、それまで同様にサポートとして参加。その後、1999年11月27日のライブ中に瞬火から正式加入のオファーを受け、その場でメンバーとなる。以降、斗羅（とら）名義で活動。
陰陽座の活動と並行して、2003年には瞬火と共に梶山章率いるゴールドブリックへ参加。また2006年には、自身も大ファンであり、過去には陰陽座として五人一首とのセッションでコピーを行った経験もある筋肉少女帯の活動再開ライブに、サポートドラマーとして参加している。
2009年3月10日、陰陽座及び所属事務所から脱退し、本名名義での活動を発表。陰陽座にはサポートドラマーとして、引き続きレコーディングやツアーに参加していた。しかし、2011年の陰陽座ライブツアー『春爛漫に式の舞う也』には、出演することとなっていたが直前にキャンセル。以降、陰陽座の活動には関与していない。
2011年5月、三浦俊一(Gt / 元P-MODEL)、戸田宏武(Key / FLOPPY)、内田雄一郎(Ba / 筋肉少女帯)と共にポストロックバンドNESSを結成。
2013年、大阪のアイドルユニット“ポンバシwktkメイツ”の東名阪tourに参加。
2015年4月1日、Concerto Moonに加入。

## 影響
影響を受けたドラマーはイアン・ペイス、ラーズ・ウルリッヒ、マイク・ポートノイ、テリー・ボジオ、ヴィニー・カリウタ。

## 演奏スタイル
- ライブ中は常に笑顔で、ドラムを演奏しながらもよく歌を口ずさんでいる。陰陽座の「がいながてや」などのいわゆるお祭りソングでは、椅子から立ち上がってプレイするパフォーマンスをする。